# Caputanurininae
Sous-famille
Les Caputanurininae sont une sous-famille de collemboles de la famille des Neanuridae.

## Liste des genres
Selon Checklist of the Collembola of the World (version du 4 novembre 2019) :
- Caputanurina Lee, 1983
- Leenurina Najt & Weiner, 1992

## Publication originale
- Lee, 1983 : A new subfamily Caputanurinae with two new species of neanurid Collembola from Korea and the evolutionary consideration. Korean Journal of Entomology, vol. 13, no 1, p. 27-36.